# Robert Phillip Adams
Robert Phillip Adams (1939-2020) fue un botánico y profesor estadounidense; especializado en la taxonomía de la familia Cupressaceae, con énfasis en Juniperus, entre otros. Trabajó en la taxonomía de especies mexicanas, y también realizó expediciones botánicas a República Dominicana.
Desarrolló actividades académicas y científicas en el Dto. de Biología, Universidad Baylor, Waco.

## Algunas publicaciones
- robert p. Adams, r.e. Riefner, Jr. 2015. Geographic variation in the leaf essential oils of Juniperus grandis (Cupressaceae) III. San Gabriel Mtns. population. Phytologia 97 (2): 94-102.

- ---------------------, t.a. Fairhall, g. Hunter, c. Parker. 2015. First comprehensive report on the composition of the leaf volatile terpenoids of Pinus contorta vars. contorta, latifolia and murrayana. Phytologia 97 (1): 76-81.

- ---------------------, e. von Rudloff, l. Hogge. 1983. Chemosystematic studies of the western North American junipers based on their volatile oils. Biochem. Syst. & Ecol. 11: 85--89

- La abreviatura «R.P.Adams» se emplea para indicar a Robert Phillip Adams como autoridad en la descripción y clasificación científica de los vegetales.[7]